# Hanson (Kentucky)
Hanson è un comune degli Stati Uniti d'America, situato nello Stato del Kentucky, nella contea di Hopkins.